# Тоарский ярус
| система                                                                     | отдел            | ярус          | Нижняя граница, млн лет |
| --------------------------------------------------------------------------- | ---------------- | ------------- | ----------------------- |
| Мел                                                                         | Нижний           | Берриасский   | 143,1 ±0,6              |
| Юра                                                                         | Верхняя (мальм)  | Титонский     | 149,2 ±0,7              |
| Юра                                                                         | Верхняя (мальм)  | Киммериджский | 154,8 ±0,8              |
| Юра                                                                         | Верхняя (мальм)  | Оксфордский   | 161,5 ±1,0              |
| Юра                                                                         | Средняя (доггер) | Келловейский  | 165,3 ±1,1              |
| Юра                                                                         | Средняя (доггер) | Батский       | 168,2 ±1,2              |
| Юра                                                                         | Средняя (доггер) | Байосский     | 170,9 ±0,8              |
| Юра                                                                         | Средняя (доггер) | Ааленский     | 174,7 ±0,8              |
| Юра                                                                         | Нижняя (лейас)   | Тоарский      | 184,2 ±0,3              |
| Юра                                                                         | Нижняя (лейас)   | Плинсбахский  | 192,9 ±0,3              |
| Юра                                                                         | Нижняя (лейас)   | Синемюрский   | 199,5 ±0,3              |
| Юра                                                                         | Нижняя (лейас)   | Геттангский   | 201,4 ±0,2              |
| Триас                                                                       | Верхний          | Рэтский       | больше                  |
| Деление и золотые гвозди в соответствии с IUGS по состоянию на декабрь 2024 |                  |               |                         |

Тоарский ярус — верхний ярус нижнего отдела юрской системы. Подстилается плинсбахским и перекрывается ааленским ярусами.
Выделен французским палеонтологом д’Орбиньи в 1850 году. Назван в честь французского города Туар.
В стратотипе представлен голубоватыми мергелями (8—10 м) с прослоями глинистых известняков. Подразделяется на 3 подъяруса и 6 зон. Руководящими аммонитами являются Dactilioceratidae, Harpoceratinae, Hildoccratinae, Grammoceratinae.
Три лагерштетта тоарского возраста из четырёх находятся на территории Европы.
Около 183 млн лет назад на Земле случилось тоарское климатическое (аноксическое) событие — в результате извержений вулканов в атмосферу попало много углекислого газа, среднегодовая температура Земли выросла на 5 градусов, увеличилось количество осадков и смытых в океан минеральных веществ. Потребляющие растворенный в воде кислород водоросли и бактерии начали бурно размножаться, что привело к формированию чёрных сланцев — образующихся в бескислородных условиях осадочных пород, богатых органикой. Последующий за «малокислородным» периодом временной отрезок действительно отличался повышенным содержанием окаменелых следов когда-то бывших лесных пожаров. Через 1 млн лет после тоарского аноксического события начался обусловленный главным образом ростом содержания кислорода в атмосфере «Пожарный» период, продолжавшийся 800 тыс. лет.